# 啡常火拼
《啡常火拼》（英語：Leo，也稱為）是一部2023年印度泰米爾語動作驚悚片，由洛克希·卡納賈拉吉執導並與拉塔納·庫馬爾、迪拉吉·維迪（Deeraj Vaidy）共同編寫劇本，七幕製片室製作；主演陣容包括維杰、山齊·杜特、阿俊·薩爾賈和特瑞莎。本片為洛克希電影宇宙的第三部電影，故事靈感來自好萊塢出品的大衛·柯能堡電影《暴力效應》（2005年）；講述泰奥格的咖啡館老闆兼動物救助員帕蒂（Parthi，維杰飾演）的故事，他被懷疑是黑幫安東尼·達斯（Antony Das，杜特飾演）的已逝之子——利奧（Leo）。安東尼與弟弟哈羅德（Harold，薩爾哈飾演）開始糾纏帕蒂一家人，導致帕蒂為保護深愛的家人挺身而出。
本片的消息於2023年1月正式公開，暫定名為《指揮官67》（Thalapathy 67，意為維杰出演的第67部電影），幾天後才宣布了正式片名。電影同月在金奈開始主要拍攝，並在喀什米爾進行零星拍攝；隨後劇組回到原地點進行了另一次拍攝，於7月中旬結束。電影音樂的作曲由阿尼魯德·拉維昌德譜寫，馬諾吉·帕拉瑪罕薩擔任攝影指導，剪輯由普洛明·拉傑負責。
《啡常火拼》2023年10月19日以標準及IMAX版本在全球上映，影評界的口碑褒貶不一，維杰的表演、技術層面和動作編排受到讚揚，但劇本受到批評。本片創下了泰米爾語電影的多項票房紀錄，當年成為票房最高的泰米爾電影，以及2023年印度票房第七高的電影、海外票房最高的泰米爾電影、泰米爾納德邦史上票房最高的電影。

## 劇情
「帕蒂」帕蒂班是喜馬偕爾邦泰奥格的咖啡館老闆兼動物救助員，與妻子薩蒂婭、兒子「西杜」悉達多和女兒「欽圖」瑪蒂住在一起。有一天，帕蒂的護林員朋友喬希·安德魯斯致電來，要求他幫忙制伏一隻威脅鎮民的斑鬣狗。在西杜的幫助下，帕蒂成功為鬣狗施打鎮靜。他刻意迴避公眾對此事的關注，並在鬣狗被馴服後收養了牠。
一天晚上，帕蒂和欽圖在咖啡館中，劫匪尚穆根及其手下們企圖佔領咖啡館過夜。為保護員工舒魯蒂，帕蒂憤怒之下毆打了所有人；當其中一人打算殺死欽圖時，毫不猶豫地開槍射殺了所有人，但後來情緒崩潰。帕蒂最初被捕，因正當防衛而被宣判無罪，但他的照片出現在印度各地的報紙上。泰倫加納邦臭名昭著的黑幫哈羅德·達斯看到帕蒂的照片，向兄長安東尼通報，安東尼立刻帶著大批部下前往泰奧格。
同時，尚穆甘的親戚試圖殺害帕蒂一家，促使他請求泰米爾納德邦派一名高級武裝警察到他家提供保護。帕蒂的請求得到了批准，派了最近在蒂魯吉拉伯利與迪利立功的拿破崙，全天候在帕蒂家看守。安東尼到咖啡館面對帕蒂，堅稱他是自己的已逝之兒子——利奧·達斯，但帕蒂強烈否認這一點。安東尼威脅他接受自己的身份並投降，否則將面臨後果。安東尼遇見了薩蒂婭，並告訴她利奧是一名大屠殺兇手，促使她深入探討帕蒂的過去。與此同時，喬希開始挖掘利奧的過去，並查到了對方唯一倖存的朋友赫里達拉吉·德索薩。赫里達拉吉被捕並將在三天後被絞死，喬希從他的口中得知了利奧的過去。
1999年，安東尼建立了名為達斯聯合（Das & Co）的菸草工廠。哈羅德從加拿大回到印度，開始製造並走私比古柯鹼更致命的毒品——曼陀羅。安東尼的雙胞胎兒女利奧和艾麗莎為他們做了髒活，讓生意順利經營。安東尼是神祕學的堅定信徒，為讓菸草事業起飛，根據占星師的建議試圖獻祭艾麗莎。憤怒的利奧為保護姐姐，放火燒毀了哈羅德的所有毒品貨物，但哈羅德殺死了艾麗莎，安東尼則開槍打中了利奧，後來人們認為利奧已死。
聽完故事的喬希確信帕蒂不是利奧，薩蒂婭也得到了同樣的明確證據。同時，安東尼綁架了西杜，並表示將其獻祭。帕蒂和拿破崙騎車追趕安東尼及其手下，最終殺死了安東尼和手下們，但沒有找到西杜。哈羅德得知安東尼的死訊，致電給帕蒂要求用兄長的屍體換取西杜。當帕蒂前往哈羅德的巢穴時，對方透露已派人去殺死薩蒂婭和欽圖。但拿破崙、喬希和鬣狗消滅了哈羅德派來的所有人。哈羅德的手下們開始圍攻帕蒂，但全被他打倒。帕蒂最後擊敗了哈羅德，並用槍指著對方。
此時，哈羅德確信帕蒂不是利奧，並表示他們一家人可以自在過活，雙方到此為止。但帕蒂開始大笑，並承認自己是利奧，然後槍殺了哈羅德、救出西杜，最後燒毀了整座達斯聯合工廠。利奧獨白，過去沒有做過任何善事，任何堅持知道自己故事的人都必死或已死，從而表明他在殺死安東尼之前已表明了自己的真實身份。
在尾聲中，當帕蒂的生活恢復平靜時，接到一通電話。來電者知曉帕蒂就是利奧，並表示印度各地毒品猖獗，僅摧毀他家族的工廠並不足以讓社會擺脫毒品；這令帕蒂惱怒地嘆了口氣。

## 演員
- 維杰飾演「帕蒂」帕蒂班／利奧·達斯（Parthiban "Parthi" / Leo Das）
- 山齊·杜特飾演安東尼·達斯（Antony Das）
- 阿俊·薩爾賈飾演哈羅德·達斯（Harold Das）
- 特瑞莎飾演薩蒂婭·帕蒂班（Sathya Parthiban）
  - 欽馬伊·斯里帕達（英语：Chinmayi Sripaada）配音薩蒂婭·帕蒂班
- 高瑟姆·瓦蘇迪夫·梅昂（英语：Gautham Vasudev Menon）飾演喬希·安德魯斯（Joshy Andrews）
- 喬治·馬里安（英语：George Maryan）飾演拿破崙（Napoleon）
- 邁辛（英语：Mysskin）飾演尚穆根（Shanmugam）
- 瑪丹娜·賽巴斯汀（英语：Madonna Sebastian）飾演艾麗莎·達斯（Elisa Das）
- 曼蘇爾·阿里·罕（英语：Mansoor Ali Khan (actor)）飾演赫里達拉吉·德索薩（Hridayaraj D'Souza）
- 桑迪飾演尚穆根幫中的劫匪
- 普莉雅·阿南（英语：Priya Anand）飾演普莉亞·喬希·安德魯斯（Priya Joshy Andrews）
- 馬修·湯瑪斯（英语：Mathew Thomas）飾演「西杜」悉達多·帕蒂班（Siddharth Parthiban "Siddhu"）
- 巴布·安東尼（英语：Babu Antony）飾演安東尼的黨羽
- 賈娜妮·庫納西蘭（Janany Kunaseelan）飾演舒魯蒂（Shruthi）
- 伊雅飾演「欽圖」瑪蒂·帕蒂班（Mathi Parthiban "Chintu"）
- 穆克塔爾·罕（Mukhtar Khan）飾演巴瓦·傑瓦（Bhawar Jetha）
- 拉瑪克里希南（英语：Ramakrishnan (actor)）飾演加比（Gabby）
- 丹茲爾·史密斯（英语：Denzil Smith）飾演法官
- 迪內許·庫馬爾（英语：Dinesh Kumar (choreographer)）飾演迪內許（Dinesh）
- 馬杜蘇德漢·拉奧（英语：Madhusudhan Rao (actor)）飾演尚穆根的妹夫
- 維亞普里（英语：Vaiyapuri）飾演占星師
- 瑪雅·S·克里希南（英语：Maya S. Krishnan）飾演掩護者
- 薩辛·馬尼（英语：Sachin Mani）飾演舒魯蒂之夫
- 珊蒂（英语：Shanthi (choreographer)）飾演尚穆根之妻
- 莉拉·薩姆森（英语：Leela Samson）飾演檢察官
- 迪內許·蘭巴（英语：Dinesh Lamba）飾演分區護林員
- 阿努拉格·卡許亞普（英语：Anurag Kashyap）飾演丹尼爾（Daniel，客串）
- 卡茂爾·哈桑飾演維克拉姆（Vikram，配音）

## 製作

### 發展
據2021年2月的報導，編導洛克希·卡納賈拉吉在當年上映的《麻辣教授》取得成功後，拜訪了演員維杰的住所，並講述了一段令對方印象深刻的劇本。該項目本應是該演員出演的第66部電影，但此定位落到了《继承人瓦里苏》（2023年）上。關於洛克希和維杰之間潛在的二度合作報導一直持續到2022年2月。接下來的3月，洛克希證實有人在討論讓自己執導維杰的第67部電影；同年5月，他確認了此項目，暫定名為《指揮官67》（Thalapathy 67）。此項目由S·S·拉利特·庫馬爾（S. S. Lalit Kumar）的七幕製片室資助，該公司也發行兼共同製作了《麻辣教授》。維杰的經紀人賈加迪什·帕拉尼薩米（Jagadish Palanisamy）擔任聯合製片人。七幕製片室於2023年1月30日發佈公告，證實了該項目，電影的正式片名《啡常火拼》（Leo，或）於2023年2月3日公開。
《啡常火拼》的製作預算約25億～35億盧比，維杰的片酬據報導達12億盧比。但他最終決定採取收益分成模式，以利於電影的製作；根據該標準，他將獲得5億盧比的預付款，票房很大一部分利潤將作為演員的片酬。維杰想專注於滿足泰米爾語觀眾，起初不贊成將《啡常火拼》拍成泛印度電影，直到被拉利特和賈加迪什說服後改變了主意。為了幫助電影迎合更廣泛的觀眾，編導對原版故事進行了一些修改。據2023年8月的報導，製片方與夢戰士影業及拉吉·卡茂爾國際電影公司簽署了無異議證書，使《啡常火拼》成為洛克希電影宇宙（LCU）的第三部電影。LCU的前兩部電影為《機關槍囚徒》（2019年）和《考萊塢之硬漢任務》（2022年）。本片的故事接續在前兩部LCU電影之後，此定位直到上映後才得到證實。
本片的劇情講述一名有著神秘過往的咖啡廳老闆為保護家人，起身對抗黑幫，這與《暴力效應》相似。洛克希聲稱，《啡常火拼》是對大衛·柯能堡電影《暴力效應》（2005年）的致敬，而非翻拍。《印度快報》分析，部分歸因於隨著印度電影輸出世界，新生代的印度電影人無法像老一輩那樣，在未購買版權的情況下任意翻拍好萊塢電影。儘管如此，兩部電影成品實際上差異甚遠；《暴力效應》的故事並不新穎，且更著重於心理劇而非動作。相較之下，《啡常火拼》就是標準為泰米爾影星量身打造的作品，裝模作樣的成分大於寫實。

### 前製
洛克希花了近六個月的時間投入寫作及前期製作。他和拉塔納·庫馬爾、《普通人》（2016年）的導演迪拉吉·維迪（Deeraj Vaidy）共同撰寫了劇本；庫馬爾和維迪均於2022年8月中旬加入編劇團隊，這也是洛克希與庫馬爾的連續第三次合作。洛克希表示，自己和維杰的風格在《麻辣教授》各占一半，但《啡常火拼》不同，將完全按照自己的風格製作。2022年12月5日，電影演員和工作人員在金奈的AVM製片室舉行了Muhurat供奉儀式。12月7日，團隊為本片拍攝了近三天的宣傳影片。
2023年1月中旬，馬諾吉·帕拉瑪罕薩被任命為攝影指導，這是他與洛克希的首次合作，也是繼《我們的友情歲月》（2012年）和《狂勇救援手》（2022年）之後與維杰的第三次合作。阿尼魯德·拉維昌德與導演連續三度合作，為本片的音樂譜寫。洛克希進一步保留了大部分的基本技術班底，包括剪輯師普洛明·拉傑、特技編舞搭檔安巴里夫、編舞家迪內什·庫馬爾和藝術總監N·薩蒂斯·庫馬爾（N. Sathees Kumar）。普拉文·拉加（Praveen Raja）與維杰的常規劇裝設計師帕拉維·辛格（Pallavi Singh）和艾卡·拉哈尼一起設計服裝。拉姆庫馬爾·巴拉蘇布拉曼尼安（Ramkumar Balasubramanian）被製片方任命為電影的執行製片人。

### 選角
維杰經歷30種不同造型後，最終確定為自己的角色設計了灰髮樣貌。特瑞莎被選為女主角，繼《冒險小子》（2004年）、《除暴安良》（2005年）、《愛恨情仇》（2006年）及《信使》（2008年）之後第五次與維杰同台演出。山齊·杜特被證實《啡常火拼》成為他的泰米爾語電影處女作，且繼《科拉爾金礦2》（2022年）之後二度在南印度電影擔任主要反派之一。杜特對本片中的一句台詞印象深刻，並同意參與此項目。普莉雅·阿南和阿俊·薩爾賈也加入演出陣容並飾演重要角色。阿俊將自己在片中的角色稱之為「截然不同」既「新鮮」，足以證明他「動作之王」（Action King）的頭銜。
瑪丹娜·賽巴斯汀、邁辛、桑迪·馬斯特（Sandy Master）、高瑟姆·瓦蘇迪夫·梅昂和曼蘇爾·阿里·罕都在片中扮演重要角色。馬修·湯瑪斯也憑藉本片首次亮相泰米爾語電影。製片公司於2023年1月下旬證實了演出陣容。馬諾巴拉和賈娜妮·庫納西蘭（Janany Kunaseelan）也參與了電影的初步拍攝，證實他們在電影中的存在；這是庫納西蘭首次出演電影。喬治·馬里安出席了電影的Muhurat儀式，從而證實了他的參演。阿比拉米·文卡塔查拉姆與巴布·安東尼也被證實參與了電影的喀什米爾拍攝行程。馬諾巴拉於2023年5月3日去世，沒有拍攝任何一場戲。馬里安同樣扮演自己在《機關槍囚徒》中的角色，而瑪雅·S·克里希南和卡茂爾·哈桑則短暫回歸飾演各自在《考萊塢之硬漢任務》中的角色，其中哈桑僅配音演出。

### 拍攝
《啡常火拼》2023年1月2日在金奈的EVP電影城（EVP Film City）開始主要拍攝。電影的一小部分在1月的最後一週在科代卡納爾拍攝，邁辛無法分配之後前往喀什米爾的日子，所以在此地拍了自己的部分戲份。第二趟拍攝行程2月1日在喀什米爾開始。在此期間，維杰的鏡頭被洩露並傳播開來，促使電影合作的官方技術維安方警告人們不要分享洩露的內容，否則將要求刪除。此外，包含演員在內的大多數劇組人員被禁止在片場使用手機，以防止拍攝時的劇照和影片外洩。2月27日，邁辛在推特上表示，自己已經電影部分的拍攝，其中包括激烈的特技鏡頭。3月初，梅昂宣布自己已經完成了本片的拍攝。
攝影指導帕拉瑪罕薩來了IMAX認證的RED V-Raptor 8K攝影機來拍攝重要戲份，這在泰米爾電影中可謂頭一遭。 3月11日，杜特開始拍攝喀什米爾行程中的部分，並在六天內完成。電影拍攝因當地發生小規模地震而於3月21日一度暫停。在此計畫中拍攝了耗資1億盧比、涉及斑鬣狗的動作戲。維杰在氣溫僅攝氏溫標零下20度下，只穿著一件簡單的薄襯衫拍攝了一場打鬥場景；除了不得不在冰上打滾外，還得在鏡頭前打赤膊。喀什米爾行程於3月23日結束。製片方分享了當天喀什米爾行程的幕後影片，向在零下5到6度下工作的幕後人員致敬。導演感謝劇組的每一個人，讓在喀什米爾的拍攝得以實現。劇組在本次行程中還在達爾湖、哈茲拉特巴爾神殿、索爾瑪、帕哈尔加姆和斯利那加拍片。
第三趟行程原定3月29日回到金奈開始，但此行程的時間表是特地臨時安排上，導致拍攝延到4月5日才開始。維杰、杜特、特瑞莎、阿俊和普莉雅·阿南共同參與了臨時增加的日程，據報導，該日程將持續17天。部分動作場面採用莫科博特（Mocobot）攝影機拍攝。特瑞莎、杜特和阿俊自5月起開始拍攝。洛克希也計劃拍攝至少有2000名背景舞者參與的介紹歌曲排場。這首歌6月初在金奈與500名背景舞者一起拍攝。製片方花費7000萬盧比拍攝這首歌，耗時七天。帕拉瑪罕薩購買了一台攝影機來拍攝高解析度的動作場面，從而成為首部使用該攝影機拍攝的印度電影。6月下旬，拍攝作業移至塔拉科納。最終工作檔期在海德拉巴拍攝，高潮部分拍攝自拉莫吉電影城。維杰7月10日完成了自己所有戲份的拍攝。主要拍攝於7月14日宣告殺青，共耗時125個工作天。一個月後，劇組返回喀什米爾進行零星的拼湊拍攝。

### 後製

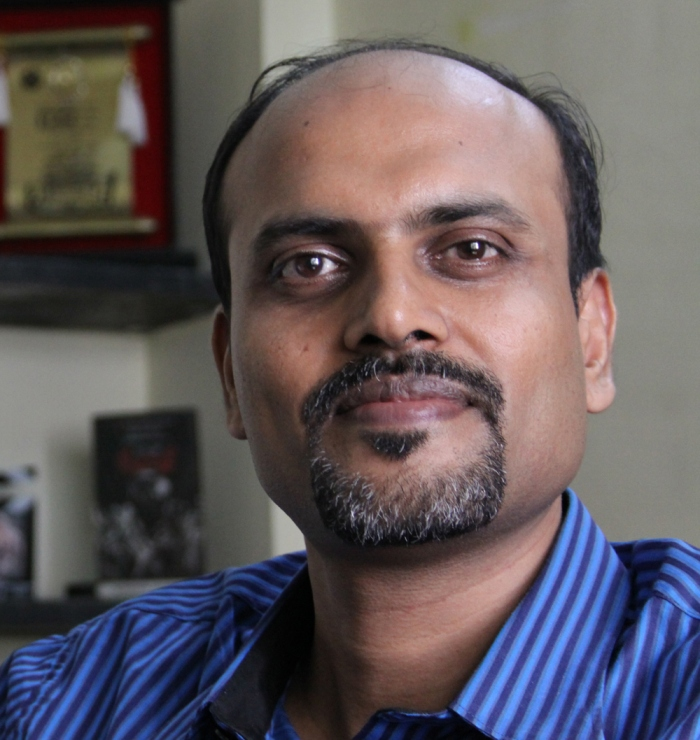
V·斯里尼瓦斯·莫漢是本片的視覺特效總監之一

2023年2月，《印度時報》報導稱，洛克希無意在CGI方面妥協，不惜「延長後期製作時間」。維杰2023年7月初開始為其片段配音，並於7月10日完成。莫內什·H（Monesh H.）和V·斯里尼瓦斯·莫漢擔任視覺特效總監，電影的主要視覺效果工作室還包括動圖公司、及。電影的數碼中間片及調色工作於2023年8月下旬展開。欽馬伊·斯里帕達為電影的泰米爾語、泰盧固語和卡納達語版本的特瑞莎配音。片中的鬣狗是透過視覺效果製作而成，以鬣狗為主角的動作場面耗資1.5億盧比。

## 音樂
電影配樂的作曲由阿尼魯德·拉維昌德譜寫，這是他與維杰繼《匕首》（2014年）、《麻辣教授》和《狂勇救援手》之後第四次合作；繼《麻辣教授》和《考萊塢之硬漢任務》之後與洛克希的第三次合作。索尼音樂印度公司以1.6億盧比購入了音樂版權。電影音樂發表會原定2023年9月30日在尼赫魯體育場舉行，但因安全限制以及不斷對通行證的要求而於2023年9月27日取消。專輯與電影上映同一天發行。據Spotify Wrapped 2023統計，〈我已準備好了〉（Naa Ready）成為Spotify 2023年播放數最多的泰米爾語歌曲。

## 發行

### 院線
《啡常火拼》2023年10月19日以標準及IMAX版本在全球上映。除了泰米爾語外，電影還推出泰盧固語、卡納達語和印地語版本。在英國，與世界其他地方一樣，本片最初於同一天上映，但為配合英國電影分級委員會（BBFC）審查而剪掉了2分40秒；剪輯後的版本最後因血腥暴力、血漿、恐嚇和性威脅而被評為15級。
電影的印地語版本也在同一時間上映，未剪輯版因血腥暴力而被BBFC列為18級。原泰米爾語版隨後於2023年10月30日獲得相同的分級；四天後，即2023年11月3日上映，營銷明確表明以一刀未剪版發行。
《啡常火拼》是維杰首部在英國以IMAX版發行的電影。本片是首部在孟加拉與其他主要國家同一天上映的泰米爾語電影，也是首部在北美超過999處地點上映的泰米爾電影，於2023年10月18日首映。據報導，電影在院線至少有三種版本，如利奧（Leo）向安東尼（Antony）表明身份的片段，其場景佈置和剪輯方面存在明顯差異。

### 發行商
史瑞戈庫拉姆電影（Sree Gokulam Movies）以1.5億盧比的價碼獲得了本片在喀拉拉邦的發行權。西塔拉娛樂獲得安得拉邦和特伦甘纳邦的發行權，斯瓦加特企業（Swagath Enterprise）獲得了卡納塔克邦的發行權。法爾斯電影（Phars Films）獲得了海外發行權，並將在中東自行發行本片。不害娛樂（Ahimsa Entertainment）獲得了英國的發行權，4季創作（4 Seasons Creations）則負責歐洲地區的發行。其他海外發行商包括：普拉斯揚吉拉電影（Prathyangira Cinemas）及AA創作（AA Creations，均北美）、家庭銀幕娛樂（Home Screen Entertainment，新加坡）、馬利克流（Malik Streams，馬來西亞）、澳大利亞網路系統（Cyber Systems Australia，澳大利亞和紐西蘭）。

### 預售
英國於2023年9月7日（電影上映前六週）開放預售。預售首日售出超過一萬張門票，總收入達10萬英鎊。2023年9月27日，即電影上映前三週，美國、加拿大和德國開放預售。預告片發表後，本片在美國的首映票房突破了50萬美元；在英國首映的門票共售出3.25萬張，總價為2.5億盧比，從而保持了泰米爾電影在英國首日票房最高的紀錄。電影上映前13天，英國首日票房突破32萬英鎊，超越同年的《寶萊塢之絕地特工》，保持印度電影首日票房最高紀錄。新加坡於2023年10月12日（電影上映前一週）開放預售，不到24小時內售出超過1.5萬張票。電影上映前一週，美國預售票超過4.07萬張，預訂金額突破90萬美元。

### 預映業務
電影上映前，據印度貿易消息人士稱，《啡常火拼》將成為首部透過出售衛星、數位、音樂和院線版權而在上映前回收42.2億盧比的泰米爾電影；非院線版權收入為24.6億盧比。海外影院版權以創紀錄的6億盧比價格出售給法爾斯電影。

### 家用媒體
《啡常火拼》的數位串流媒體版權被Netflix收購，衛星版權被太陽電視台收購。電影2023年11月24日在印度Netflix首度上線，11月28日在世界其他地區以其泰米爾語、印地語、泰盧固語、卡納達語和馬拉雅拉姆語上線。馬拉雅拉姆語配音版的首映於Netflix，而非院線。《啡常火拼》的英語配音版2023年12月12日在Netflix上推出。

## 行銷
洛克希2023年9月16日在第11屆南印度國際電影獎上宣布，電影相關消息將於隔天更新。電影的官方周邊商品由於2023年9月17日推出。
首支預告片發表於2023年2月3日，同時揭示了片名。前導海報於6月22日公開，當年成為推特上24小時內按讚最多的印度電影前導海報。9月17日發表的泰盧固語海報成為Instagram上32分鐘內最快獲得100萬讚的印度電影海報。2023年10月5日發表的預告片成為24小時內觀看次數最多的泰米爾電影預告片，四種語言的觀看次數達4700萬次；此外，獲讚數在21分鐘內獲得100萬，七小時內獲得200萬，24小時內則超過370萬，成為最快實現這一壯舉的電影預告片。
2023年9月20日，包裝飲用水公司Bisleri與片方合作，推出印有電影硬幣標誌的限量版水瓶。這些限量版瓶子有500毫升、一公升和兩公升的容量可供泰米爾納德邦和喀拉拉邦的消費者購買。

## 反響

### 票房
《啡常火拼》上映首日全球票房達14.5億盧比，這是首日票房最高的泰米爾語電影，其中印度票房就占超過7.9億盧比；這也超越了《亂世勇者》，成為2023年印度首映票房最高的電影。本片兩天內票房突破20億盧比，從印度獲得12.2億盧比，成為印度首映票房最高的電影；最快突破20億盧比大關的泰米爾語電影。首映週末登上全球票房第三名。上映四天的當週末，本片在全球的票房收入估計為40.3億盧比，當年成為最快達到40億盧比大關的泰米爾語電影。《啡常火拼》也成為首部進入Comscore全球週末排行榜的泰米爾語電影，以及當週末全球票房第一的電影。
本片上映第五天，在印度的票房收入就突破了26.2億盧比，使其全球票房達到41.9億盧比。上映十天內成為最快突破50億盧比大關的泰米爾語電影；上映25天內全球票房突破60億盧比大關。根據的數據顯示，電影在全球上映時獲得了59.5億盧比的票房收入，而Pinkvilla網站則報導為62億盧比。泰米爾納德邦貢獻了23億盧比的票房收入，使《啡常火拼》成為泰米爾納德邦史上票房最高的電影。
憑藉本片及《麻辣教授》，維杰成為首位擁有兩部電影登上全球週末排行榜冠軍的印度演員。《啡常火拼》上映當年，憑總票房所創下的票房紀錄包括：2023年票房最高的泰米爾電影和印度票房第七高的電影，以及海外票房最高的泰米爾電影、史上票房第六高的南印度電影；總票房更勝以往的LCU電影。

### 評價
《啡常火拼》在影評界的口碑整體褒貶不一，多數讚賞維杰的表演、拍攝技術、動作戲，但劇本受到批評。電影在評論匯總網站爛番茄上基於10條影評，好評度達80%，平均得分為6.7／10。
雷迪夫網的迪維亞·奈爾（Divya Nair）將電影評為3.5／5星，並在評論中寫道：「洛克希巧妙運用維杰的焦慮及其行為舉止，豎立起非常適合利奧一角的兩面人格形象。電影的高潮中的意外之喜增添了對於續集的可能及期望。」《今日印度》的賈納尼·K（Janani. K）在影評中同樣給出了3.5／5星的評價，寫道：「《啡常火拼》可謂一部擁有精彩特技演出、值得院線觀賞的商業動作大片。」給予電影同樣星級的還有《印度时报》的絲麗黛薇·S（Sridevi S），評論：「《啡常火拼》對導演而言可能還未發揮全力，但嘿！電影仍是大師之作。雖然片中的『LCU』部分看起來牽強，但能說洛克希憑藉《啡常火拼》為下一個系列的打造注入一劑強心針。」
編導洛克希的發揮在影評界褒貶不一。《德干先驅報》的蘇哈西尼·斯里哈里（Suhasini Srihari）對電影給出了3／5星的評價，評論：「利奧的設定令指揮官粉絲感到樂趣十足，卡納賈拉吉卡納加拉吉對電影結局的刻意安排，讓觀眾對未來的重大合作充滿期待。」給予同樣星級的《印度快報》的阿南杜·蘇雷什（Anandu Suresh）則認為：「《啡常火拼》無疑是對「指揮官」維杰事業的錦上添花，但對於編導洛克希·卡納賈拉吉而言確實可謂退步。」的希梅什·曼卡德（Himesh Mankad）、News18網站的索尼爾·戴迪亞（Sonil Dedhia）及第一邮报網站的普里揚卡·桑達爾（Priyanka Sundar）皆將《啡常火拼》評為2.5／5星。曼卡德認為「本片的成功主要歸功於快節奏的敘事、維杰的強勁演出以及與LCU的聯繫，薄弱的情節、薄弱的勁敵發展和套路明顯的寫作則成為問題。」戴迪亞讚賞維杰的氣場及動作場面，但批評了故事情節；桑達爾在影評中寫道：「這首先是一部動作片，那麼動作場面如何呢？以利奧在工廠內與一大群人戰鬥的鏡頭為例，此想法是為了以鷹眼的視角看待全局，但這些人的表演在鏡頭前絕非毫無破綻。」《印度教徒報》的布瓦內什·昌達爾（Bhuvanesh Chandar）稱其為「洛克希·卡納賈拉吉迄今最弱的電影」。《印度斯坦时报》的蘭賈尼·克里希納庫瑪（Ranjani Krishnakumar）在評論中寫道：「雖然洛克希·卡納賈拉吉帶來了大量令人興奮的動作場面，但維杰在情感戲中的表演在共鳴上並未發揮作用。」
在海外，羅傑·伊伯特網的賽門·亞伯拉罕（Simon Abrams）表示，《啡常火拼》是公式化但令人滿意的印度翻拍版《暴力效應》。《綜藝》的彼得·德布魯格（Peter Debruge）評論：「雖然《啡常火拼》的娛樂程度不如去年的《考萊塢之硬漢任務》那樣始終如一，但仍含有足夠老套但令人滿意的奇觀，夠格與《機關槍囚徒》及《考萊塢之硬漢任務》一起合作，有望在未來發展成《浴血任務》式的組隊行動之路。」

### 獎項
| 獎項             | 頒獎日期            | 類別                 | 得獎或提名者                   | 結果 | 來源            |
| ---------------- | ------------------- | -------------------- | ------------------------------ | ---- | --------------- |
| 南印度國際電影獎 | 2024年9月14日至15日 | 最佳泰米爾電影       | 《啡常火拼》                   | 提名 | [ 174 ] [ 175 ] |
| 南印度國際電影獎 | 2024年9月14日至15日 | 最佳導演             | 洛克希·卡納賈拉吉              | 提名 | [ 174 ] [ 175 ] |
| 南印度國際電影獎 | 2024年9月14日至15日 | 最佳泰米爾攝影       | 馬諾吉·帕拉瑪罕薩              | 提名 | [ 174 ] [ 175 ] |
| 南印度國際電影獎 | 2024年9月14日至15日 | 最佳泰米爾男主角     | 維杰                           | 提名 | [ 174 ] [ 175 ] |
| 南印度國際電影獎 | 2024年9月14日至15日 | 最佳泰米爾女主角     | 特瑞莎                         | 提名 | [ 174 ] [ 175 ] |
| 南印度國際電影獎 | 2024年9月14日至15日 | 最佳泰米爾反派演員   | 阿俊·薩爾賈                    | 獲獎 | [ 174 ] [ 175 ] |
| 南印度國際電影獎 | 2024年9月14日至15日 | 最佳泰米爾音樂總監   | 阿尼魯德·拉維昌德              | 提名 | [ 174 ] [ 175 ] |
| 南印度國際電影獎 | 2024年9月14日至15日 | 最佳泰米爾代唱男歌手 | 阿尼魯德·拉維昌德—〈壞蛋〉（Badass） | 提名 | [ 174 ] [ 175 ] |

## 爭議
歌曲〈我已準備好了〉發行後，勞動人民黨主席兼議員安布曼尼·拉瑪多斯要求維杰停止宣傳電影中的吸煙場景。總部位於金奈的社運人士RTI·塞爾瓦姆（RTI Selvam）在網路上向金奈警察局長提交了針對本片的投訴，要求根據《麻醉藥品及精神藥物法》對維杰採取行動。投訴稱，維杰透過這首歌美化吸毒。2023年6月26日，塞爾瓦姆也親自提交了投訴；更要求禁止本片的發行。結果，這首歌在中央電影認證委員會（CBFC）的建議下被審查，刪去了部分吸煙場景，並修改了一些歌詞。歌曲中的背景舞者聲稱，儘管一再要求，但片方仍未向他們支付全額工資。
預告片發布後，維杰在片中說髒話而受到廣泛批評。隨後，CBFC向放映的戲院發出了法律通知，以對預告片進行審查。結果，電影被剪掉了43秒，血腥和暴力的場景以模糊或替換處理，但總時長基本上不受影響。

## 未來
2023年8月上旬，據悉本片將推出續集，也是維杰首次拍續集。據報導，在洛克希完成拉吉尼坎特的第171部電影（《往蚀》）以及《機關槍囚徒》和《考萊塢之硬漢任務》的續集的承諾後，預計有望在2025年起投入續集的製作。12月28日，洛克希稱《啡常火拼2》將在拉吉尼坎特的第171部電影完成後不久開始製作。

## 備註
1. 1 2 3  指揮官是維杰的外號。
2. ↑  《機關槍囚徒》（2019年）的情節及角色。
3. ↑  《考萊塢之硬漢任務》（2022年）的維克拉姆。

## 外部連結
- 互联网电影数据库（IMDb）上《啡常火拼》的资料（英文）
- 爛番茄上《啡常火拼》的資料（英文）